# Isaac Reed
Isaac Reed (1er janvier 1742 - 5 janvier 1807) est un éditeur shakespearien anglais.

## Biographie
Fils de boulanger, il est né à Londres. Il est stagiaire auprès d'un avocat et s'installe finalement comme agent de transfert à Staple Inn, où il a une grande pratique.
Son œuvre majeure est la Biographia dramata (2 vol., 1782), un ensemble de biographies de dramaturges et un dictionnaire descriptif de leurs pièces. Ce livre, qui est un agrandissement du Companion to the Playhouse de David Erskine Baker (2 vol., 1764), est réédité (3 vol.) par Stephen Jones en 1811. L'œuvre originale de Baker est basée sur le récit de Gerard Langbaine sur les poètes dramatiques anglais (1691), le registre poétique de Giles Jacob (en) (1719), la liste de tous les auteurs dramatiques de Thomas Whincop (imprimée avec sa tragédie de Scanderbeg, 1747) et les manuscrits de Thomas Coxeter. Notitia dramata de Reed (Addit. MSS. 25390–2, British Museum), complémentaire à la Biographia, n'a jamais été publiée.
Il révise également la Collection of Old Plays de Robert Dodsley (12 vol., 1780); et réédite l'édition de Samuel Johnson et George Steevens (1773) de Shakespeare. L'édition de Reed est publiée en dix volumes (1785), et il apporte une grande aide à Steevens dans son édition (1793). Il est l'exécuteur testamentaire littéraire de Steevens et, en 1803, publie une autre édition (21 vol.) Basée sur les collections ultérieures de Steevens. Celui-ci, connait sous le nom de premier variorum, est réédité dix ans plus tard .
Reed dirige le magazine européen en tant que propriétaire et éditeur, à partir de 1782 pour la durée de sa vie ,. Après sa mort, sa bibliothèque de littérature théâtrale est cataloguée à la vente sous le nom de Bibliotheca Reediana (1807).
En 2016, il est annoncé qu'un Shakespeare First Folio a été découvert dans la bibliothèque de Mount Stuart House (en) . Le livre est identifié comme une copie de travail appartenant autrefois à Reed, qui l'a acheté en 1786 .